# Eleale aspera
Eleale aspera là một loài bọ cánh cứng trong họ Cleridae. Loài này được Newman miêu tả khoa học đầu tiên năm 1840.